# Hajredin Shyti
Hajredin Shyti też jako: Aredin Shyti (ur. 26 marca 1945 we wsi Tragjas, okręg Wlora) – albański polityk i policjant, w 1991 minister spraw wewnętrznych w rządzie Fatosa Nano.

## Życiorys
Uczył się w szkole średniej we Wlorze, a następnie w Tiranie. W 1965 ukończył szkołę policyjną przy ministerstwie spraw wewnętrznych i wstąpił do Albańskiej Partii Pracy. Po ukończeniu szkoły pracował w wydziale kryminalnym komendy policji w Peshkopii, a następnie w latach 1967-1973 w komendzie policji w Elbasanie. W tym czasie studiował zaocznie prawo na Uniwersytecie Tirańskim.
W latach 1973–1978 pełnił funkcję zastępcy komendanta policji w Pogradcu, a w latach 1979-1982 komendanta policji w Korczy. W 1982 przeszedł do pracy w ministerstwie spraw wewnętrznych obejmując stanowisko komendanta głównego policji. W latach 1990–1991 kierował dwuletnią szkołą policyjną w Tiranie. W 1991 pełnił funkcję wiceministra spraw wewnętrznych, a następnie przez kilka miesięcy szefa tego resortu w rządzie Fatosa Nano. Po odejściu ze stanowiska kierował strukturami policji kryminalnej.
25 lipca 1992 stanął przed sądem oskarżony o przekroczenie uprawnień i zgodę na pacyfikację przez policję demonstracji opozycji demokratycznej w Szkodrze, w kwietniu 1991. W grudniu 1992 został skazany na 17 lat więzienia za to, że "przyczynił się do śmierci czterech osób i zranienia wielu innych". Oskarżony nie przyznał się do winy. 14 marca 1997  w czasie rewolucji piramidowej uciekł z więzienia i wyjechał z Albanii. Jego synowie Orik i Leart byli oskarżani o stworzenie w 1997 organizacji przestępczej o nazwie Hakmarrja për Drejtësi (Zemsta w imię sprawiedliwości).